# بيرسيفال بولارد
بيرسيفال بولارد (بالإنجليزية: Percival Pollard)‏ (29 يناير 1869 - 17 ديسمبر 1911)؛ صحفي وروائي أمريكي.

## روابط خارجية
- بيرسيفال بولارد على موقع قاعدة بيانات برودواي على الإنترنت (الإنجليزية)